# 中西六三郎

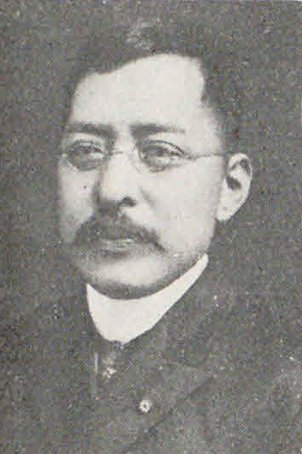
中西六三郎

中西 六三郎（なかにし ろくさぶろう、慶応2年1月27日（1866年3月13日） - 昭和5年（1930年）2月3日）は、日本の衆議院議員（立憲政友会→政友本党→立憲民政党→無所属）、弁護士。

## 経歴
京都に中西新左衛門の長男として生まれる。大阪府立中学校（現大阪府立北野高等学校）、ついで神戸法律学校を卒業。裁判所書記を経て、1887年（明治20年）に判検事登用試験に合格。判事試補として福井始審裁判所に配属された後、1889年（明治22年）に判事となって、敦賀治安裁判所、増毛治安裁判所、札幌地方裁判所で勤務した。1891年（明治24年）、官を辞して札幌で弁護士を開業し、1894年（明治27年）には札幌弁護士会長に選出された。1902年（明治35年）、北海道会議員に当選し、議長に選出された。
1904年（明治37年）、第9回衆議院議員総選挙に出馬し、当選。以後、当選回数は5回を数えた。